# Valérie Pascal
Valérie Pascal (Comines, 21 marzo 1968) è una modella francese, vincitrice del titolo di Miss Francia nel 1986.

## Biografia
Durante l'estate 1992 Valérie Pascal ha condotto lo show televisivo Fort Boyard al fianco di Patrice Laffont.  
Nel 2009 vi è tornata come ospite in occasione dei 20 anni del programma. 
Attualmente conduce le televendite di RTL-TVI e M6. Ha inoltre presentato For Life su TF1.